# California State University - Los Angeles
De California State University - Los Angeles (CSULA), ook bekend als Cal State L.A., is een Amerikaanse openbare universiteit in de Californische metropool Los Angeles. De universiteit maakt deel uit van het California State University-systeem, dat in totaal 23 campussen telt. De campus ligt in het oosten van Los Angeles, in het district University Hills nabij de San Gabriel Mountains. Daarmee ligt de campus in het hart van de metropool Los Angeles.

## Onderwijs

### Colleges
Cal State L.A. is georganiseerd in acht academische colleges:
- Charter College of Education
- College of Arts and Letters
- College of Business and Economics
- College of Engineering, Computer Science, and Technology
- College of Health and Human Services
- College of Natural and Social Sciences
- College of Extended Studies and International Programs
- Honors College

## Alumni
Enkele bekende alumni van de CSULA zijn:
- Joe Baca, politicus
- Billy Barty, acteur
- Octavia E. Butler, sciencefictionschrijver
- Elton Gallegly, politicus
- Billie Jean King, tennisspeelster
- Tom Lister jr., acteur en voormalig sportman
- Edward James Olmos, acteur
- Lucille Roybal-Allard, politica
- Robin Shou, acteur
- Maxine Waters, politica
- Diane Watson, politica